# Laboratório de Atividade Física e Saúde da Universidade Federal de Minas Gerais
O Laboratório de Atividade Física e Saúde é uma unidade integrada à Universidade Federal de Minas Gerais. Está sediado no Centro Esportivo Universitário - CEU.
O Laboratório estrutura-se em quatro segmentos de ações:
- Núcleo de Avaliação da Saúde da UFMG
- Núcleo de Transferência de Tecnologia UFMG
- Centro de Avaliação do Rendimento Esportivo